# Planophilaceae
Planophilaceae, porodica zelenih algi u redu Ulotrichales. Ime je dobila po rodu Planophila. Postoji 9 priznatih vrsta unutar pet rodova.

## Rodovi
1. Chloroplana Hollerbach
2. Fernandinella Chodat
3. Planophila Gerneck
4. Pseudendocloniopsis Vischer
5. Tetraciella Pascher & J.Petrová